# Kaimata
Kaimata  est une localité de la région de Taranaki, dans l’Île du Nord de la Nouvelle-Zélande.

## Situation
La ville d'Inglewood est à environ7,5 km vers l’ouest. 
La rivière Manganui s’écoule au-delà vers l’ouest , .
Kaimata fut une des nombreuses villes établies pour assurer le service de l'industrie du lait.

## Population
La population de la zone statistique de Kaimata était de 2 601 habitants selon le recensement de 2006 en Nouvelle-Zélande, en augmentation de 201 résidents par rapport à 2001. 
La zone statistique couvre une large région autour et vers l’est d’Inglewood, et pas seulement la localité de Kaimata .

## Éducation
L’école de  Kaimata School  est une école primaire mixte allant de l'année 1 à  8, avec un taux de décile de 6 et un effectif de 53 élèves .